# Baumwollernter

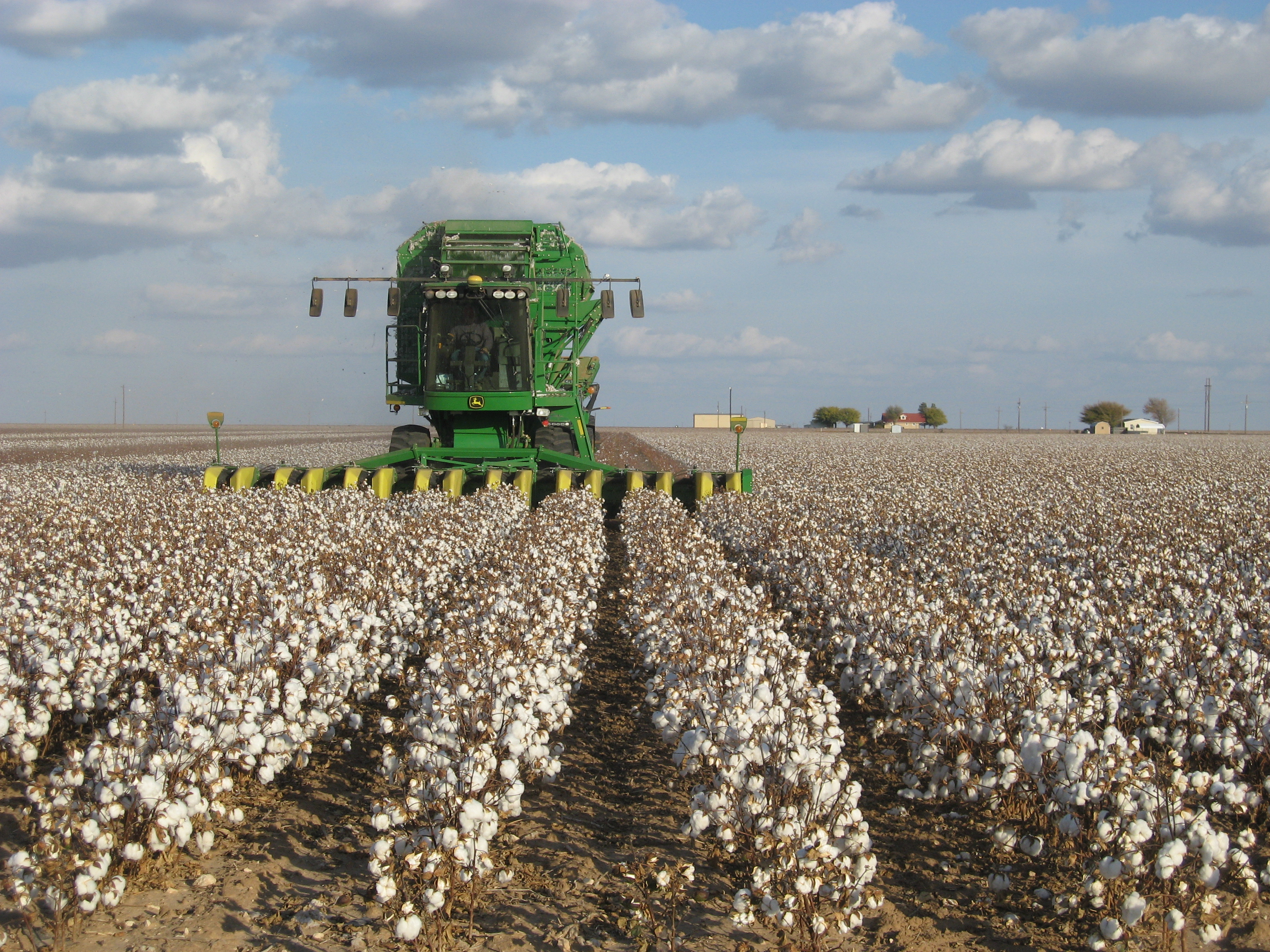
Baumwollpflückmaschine im Feld

Als Baumwollernter oder Baumwollpflücker bzw. Baumwollerntemaschine oder auch Baumwollpflückmaschine wird ein landwirtschaftliches Gerät oder Fahrzeug, zur mechanisierten Ernte von Baumwolle bezeichnet. Bis sich diese Maschinen nach dem Zweiten Weltkrieg durchsetzten, wurde die Baumwolle von Hand geerntet.

## Geschichte

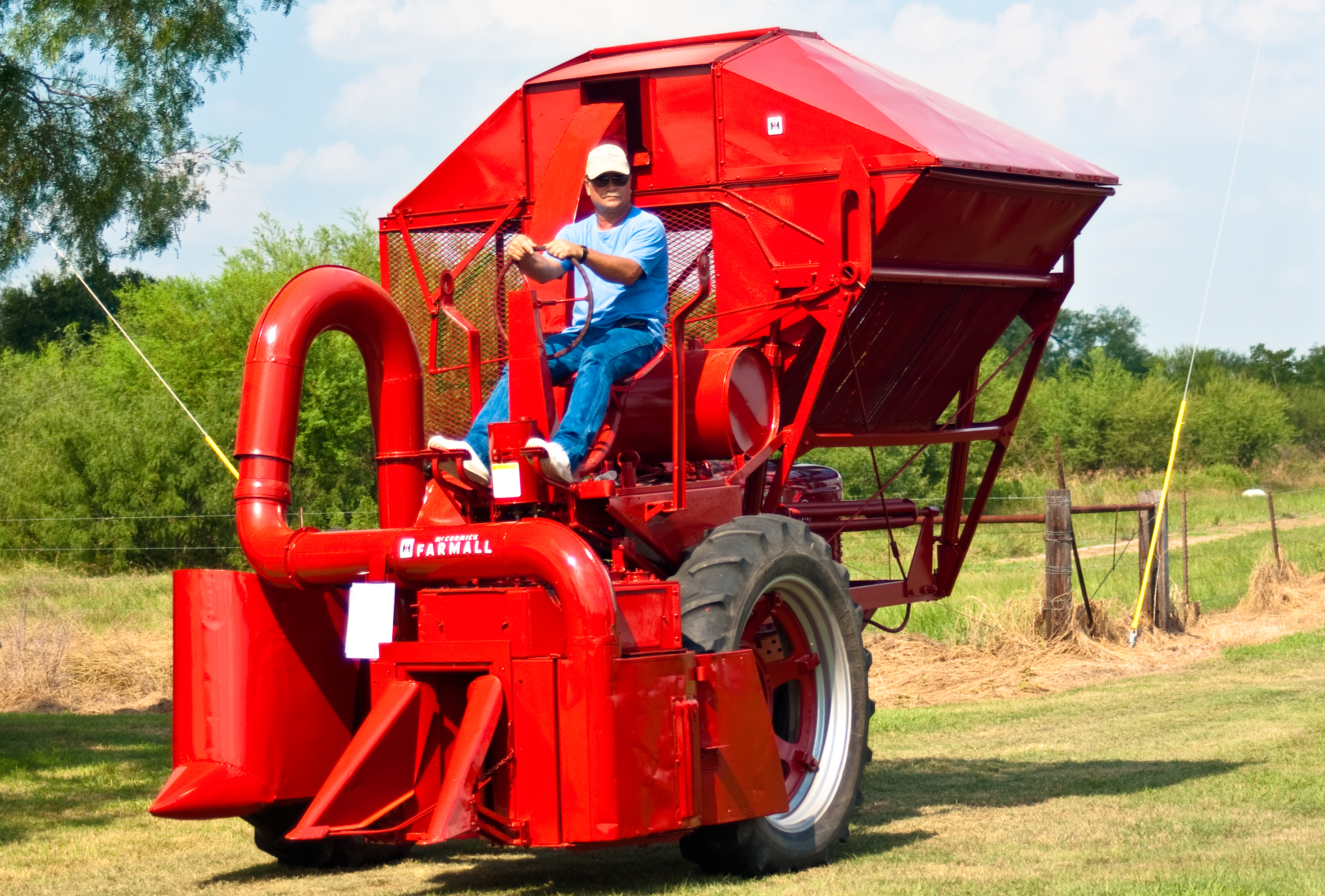
Einreihiger Baumwollernter (etwa Mitte des 20. Jh. gebaut)

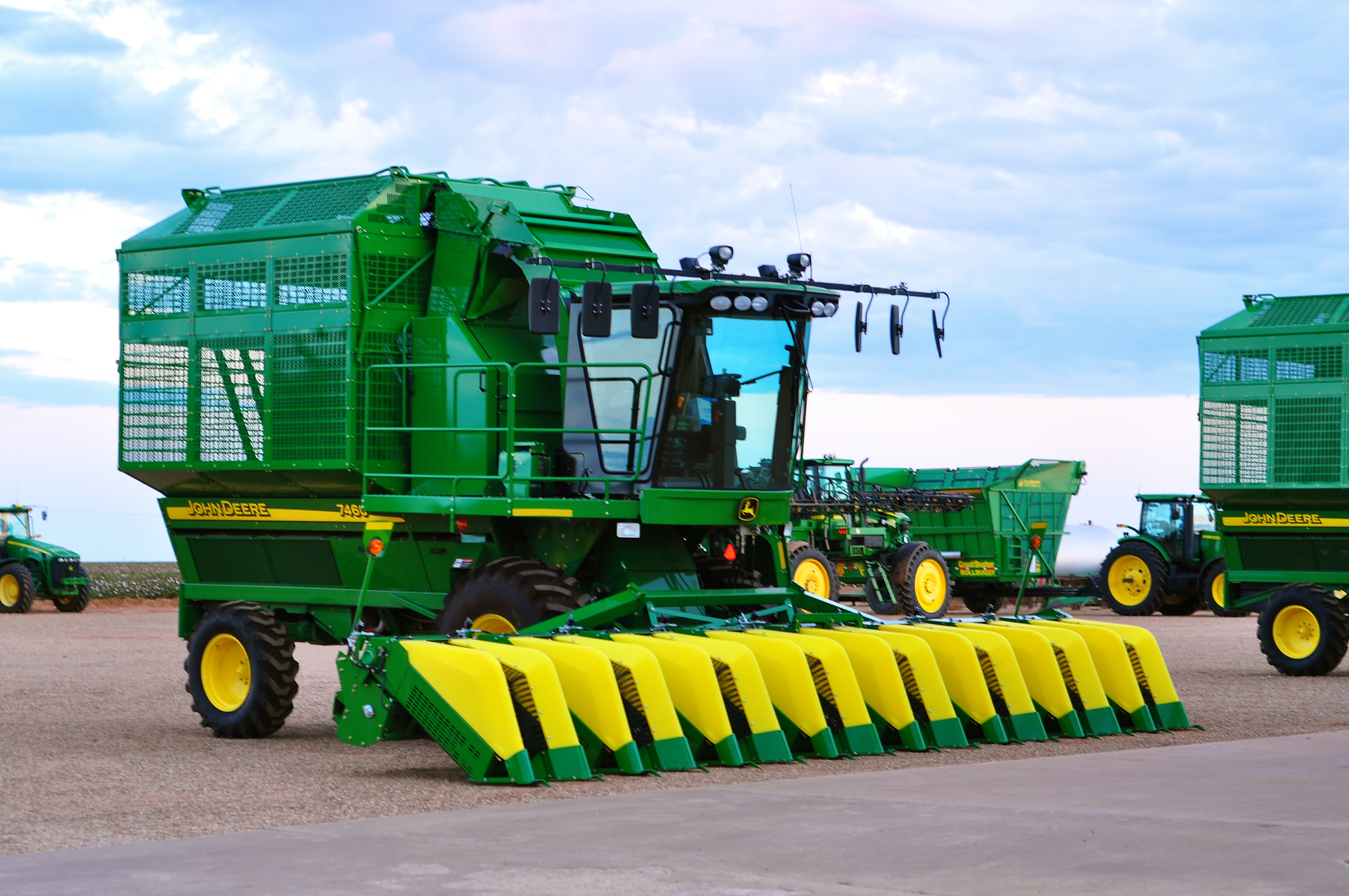
Moderner achtreihiger Baumwollernter (Anfang des 21. Jh. gebaut)

Das erste Patent für eine Maschine zur Ernte von Baumwolle wurde bereits im Jahr 1850 angemeldet. Doch dauerte es noch weitere hundert Jahre, bis sich die Baumwollernter in der Landwirtschaft etablierten. In dieser Zeit experimentierten verschiedene Erfinder mit pneumatischen oder elektrischen Baumwollpflücksystemen jedoch ohne nennenswerten Erfolg. Bei den pneumatischen Systemen versuchte man, die Fasern aus der Kapsel zu saugen oder zu blasen, während die elektrischen Systeme die Fasern mechanisch mit statisch geladenen Riemen oder Fingern aus der Kapsel ziehen sollten. Andere Maschinen ernteten die ganze Pflanze und trennten dann die Faser vom restlichen Pflanzenmaterial, ähnlich wie bei einem Mähdrescher.
Andere Maschinen wiederum durchkämmten die Pflanzen mit Zinken und nahmen die Kapseln auf. Dieses Verfahren findet, wenn auch technisch stark verbessert, heute noch bei Baumwollrupfern (englisch: Cotton Stripper) Verwendung. Als am erfolgversprechendsten erwies sich jedoch der Einsatz von Spindeln, Fingern oder Klauen, die die Baumwolle aus den geöffneten Kapseln aufnahm, ohne Blätter oder ungeöffnete Kapseln zu beschädigen. Agnus Campbell ein Agraringenieur aus Chicago, Illinois erkannte bereits in den 1880ern, dass solche Maschinen mit Spindeln am ehesten zur Ernte von Baumwolle geeignet sind. Gemeinsam mit Theodore H. Price gründete er 1912 die Price-Campbell Cotton Picker Corporation. Jedoch blieben die Ernteergebnisse ihrer Maschinen unbefriedigend. Während die gezahnten Einzugsspindeln immer wieder verstopften, hatte der Texaner John Rust in den 1930er Jahren die Idee, glatte Spindeln zu verwenden, und diese feucht zu halten, somit ließen sich erste akzeptable Ergebnisse erzielen.
Nun interessierten sich auch größere Landmaschinenhersteller für Baumwollpflückmaschinen. International Harvester erwarb die Patente von Price-Campbell und arbeitete an der Entwicklung eines Spindelpflückers, nachdem man erkannt hatte, dass dieses System dem pneumatischen überlegen war. 1942 verkündete das Unternehmen, dass man bereit sei einen Baumwollernter in Serie zu produzieren. Die Produktion konnte aufgrund von Stahlmangel infolge der Kriegswirtschaft jedoch erst 1949 aufgenommen werden.
Auch bei Deere & Company hatte man an der Entwicklung einer Baumwollpflückmaschine gearbeitet, dieses Projekt aber 1931 wieder eingestellt. Die Firma erwarb die Patente von Hiram M. Berry aus Greenville, Mississippi, der bereits in den 1920er Jahren mit Spindeln in der Form eines Korkenziehers gearbeitet hatte, und damit einigen Erfolg erzielte. 1950 begann die Produktion eines zweireihigen Baumwollernters, der effizienter arbeitete als die bisherigen einreihigen Maschinen.
Etwa zu dieser Zeit stieg auch die Firma Allis-Chalmers in die Produktion von Baumwollerntern ein, in dem sie das Recht erwarb, die Patente von John Rust zu nutzen. Darüber hinaus wurden Rusts Patente auch auf Maschinen der Firma Ben Pearson aus Arkansas verwendet.

## Heutige Baumwollernter

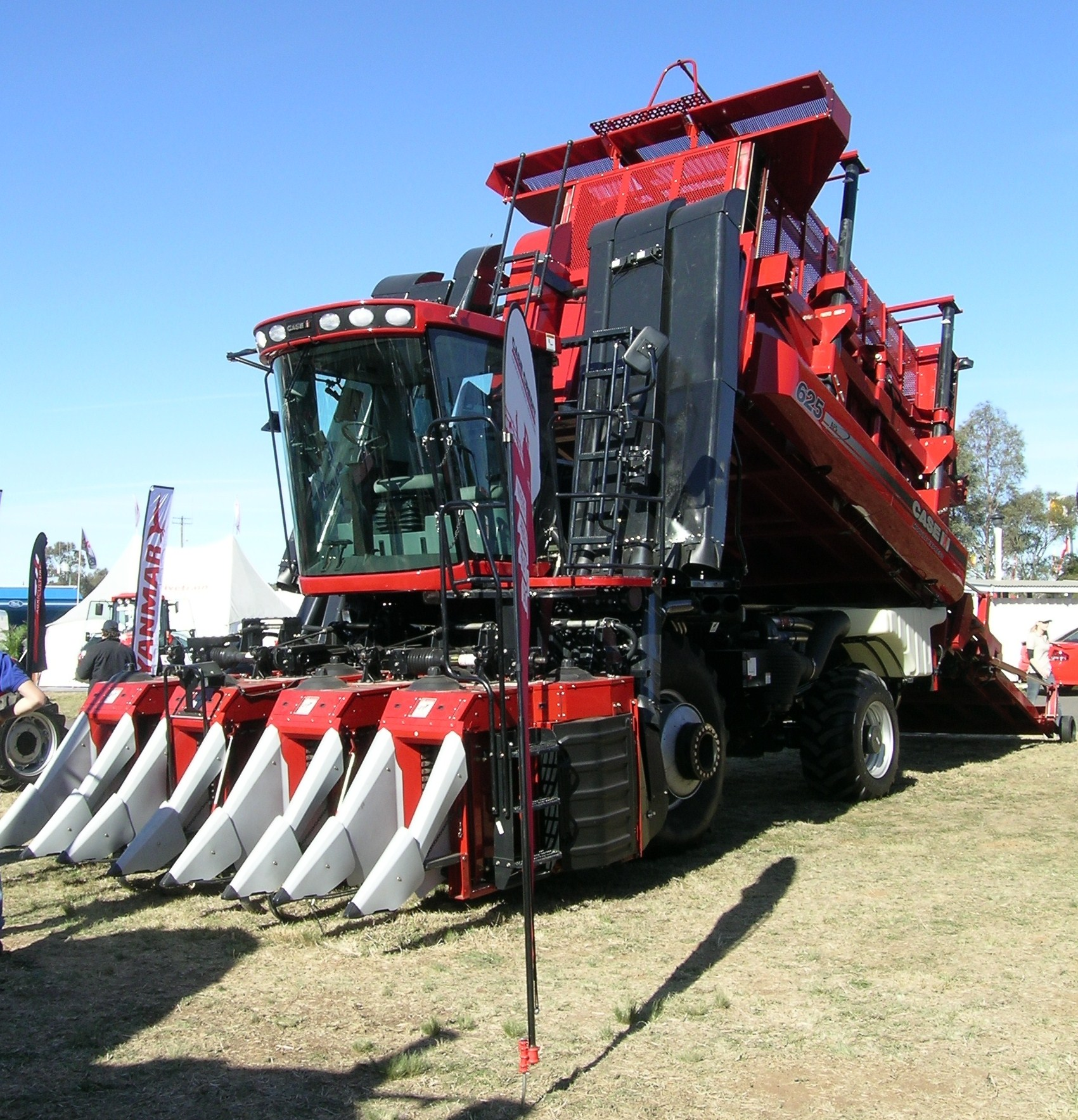
Moderne Kombinationsmaschine, vierreihiger Baumwollernter und Module Builder in einem

Am verbreitetsten sind heute Baumwollpflückmaschinen mit Spindeln. Diese Maschinen arbeiten mit sehr vielen feuchten gezahnten Spindeln, die auf einer rotierenden Welle laufen und sich nochmals um sich selbst drehen. Die Spindeln wickeln die Baumwolle aus den Kapseln auf und geben diese an gegenläufig rotierende Kammwalzen ab. Bei anderen Baumwollerntemaschinen sind die Spindeln exzentrisch auf der Welle angeordnet, so dass die Baumwolle im Inneren der Maschinen abgestreift wird. Die Baumwolle wird dann zumeist mit Luftdruck in den Korb befördert, wo sie zusammengedrückt und vorverdichtet wird.
Es werden aber auch heute noch Cotton Stripper eingesetzt, vor allem zur Ernte der niedrig wachsenden sturmresistenten Baumwolle in Texas (storm proof cotton). Diese Maschinen nehmen einen Teil der Pflanze sowie ungeöffnete Kapseln auf. Die ungeöffneten Kapseln werden anschließend aufgebrochen, und das schwere Pflanzenmaterial wird von der Baumwollfaser getrennt. So gelangt nur das Fasermaterial in den Korb.
Moderne Baumwollpflückmaschinen verfügen über Ernteeinheiten für bis zu acht Reihen Baumwolle. Die meisten modernen Baumwollernter sind Selbstfahrer, das heißt, sie verfügen über einen eigenen Motor und Getriebe, während ältere Modelle meist von Traktoren gezogen oder auf Traktoren aufmontiert wurden.
Ist der Korb eines Baumwollernters voll, wird der Inhalt in einen sogenannten Module Builder, einer Kompaktiermaschine, entleert. Hier wird die Baumwolle hydraulisch zu großen Ballen (Modules) zusammengepresst, die entweder auf dem Feld oder einem Sammelplatz gelagert werden können. Ein solches Module wiegt etwa zehn Tonnen. Die Ballen werden dann mit Lastwagen zur Egreniermaschine gebracht, wo die Samen aus der Baumwolle gekämmt werden. Seit neuestem gibt es auch Baumwollpflücker mit integriertem Module Builder.
Da die Baumwolle oft unregelmäßig reift, werden die Felder meist mehrmals hintereinander abgeerntet. Häufig wird die Baumwolle auch chemisch entlaubt, um die Ernte mit dem Baumwollpflücker zu erleichtern, besonders dann, wenn mit Cotton Strippern geerntet wird, und Frost ausbleibt.
Zu den größten Herstellern von Baumwollerntern gehören Deere & Company (John Deere) und CNH Industrial (Case IH) als Nachfolgeunternehmen von IHC.